# Rosmalen
Rosmalen  é uma aldeia no município neerlandês de 's-Hertogenbosch, na província de Brabante do Norte com cerca de 31 219 habitantes (31 de dezembro de 2008, fonte: CBS). Era um município independente até 1996, quando juntamente com Hintham, Kruisstraat e Maliskamp tornou-se parte do município de 's-Hertogenbosch.
Rosmalen tem um clube de futebol, o OJC Rosmalen, que está na mais alta liga do futebol amador dos Países Baixos, a Hoofdklasse. A aldeia possui também um dos maiores clubes de basquetebol dos Países Baixos: The Black Eagles.
Em Rosmalen localiza-se também o parque de diversão e museu do carro Autotron. O parque também hospeda anualmente, no verão, o torneio internacional de tênis Ordina Open. O parque está localizado a cerca de sete quilômetros a leste de 's-Hertogenbosch.

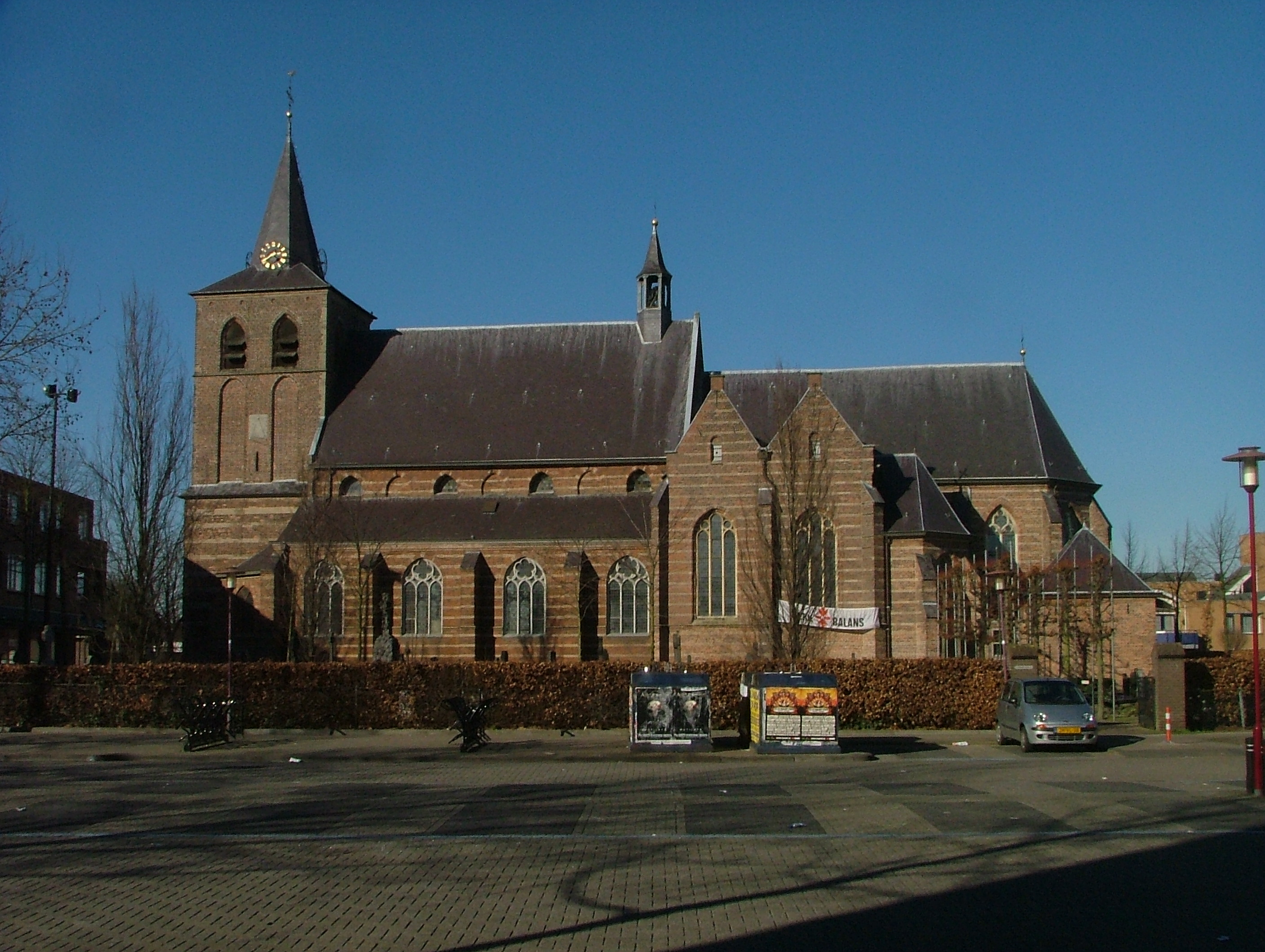
A Igreja de São Lamberto de Maastricht.